# Mudança Climática e Terra

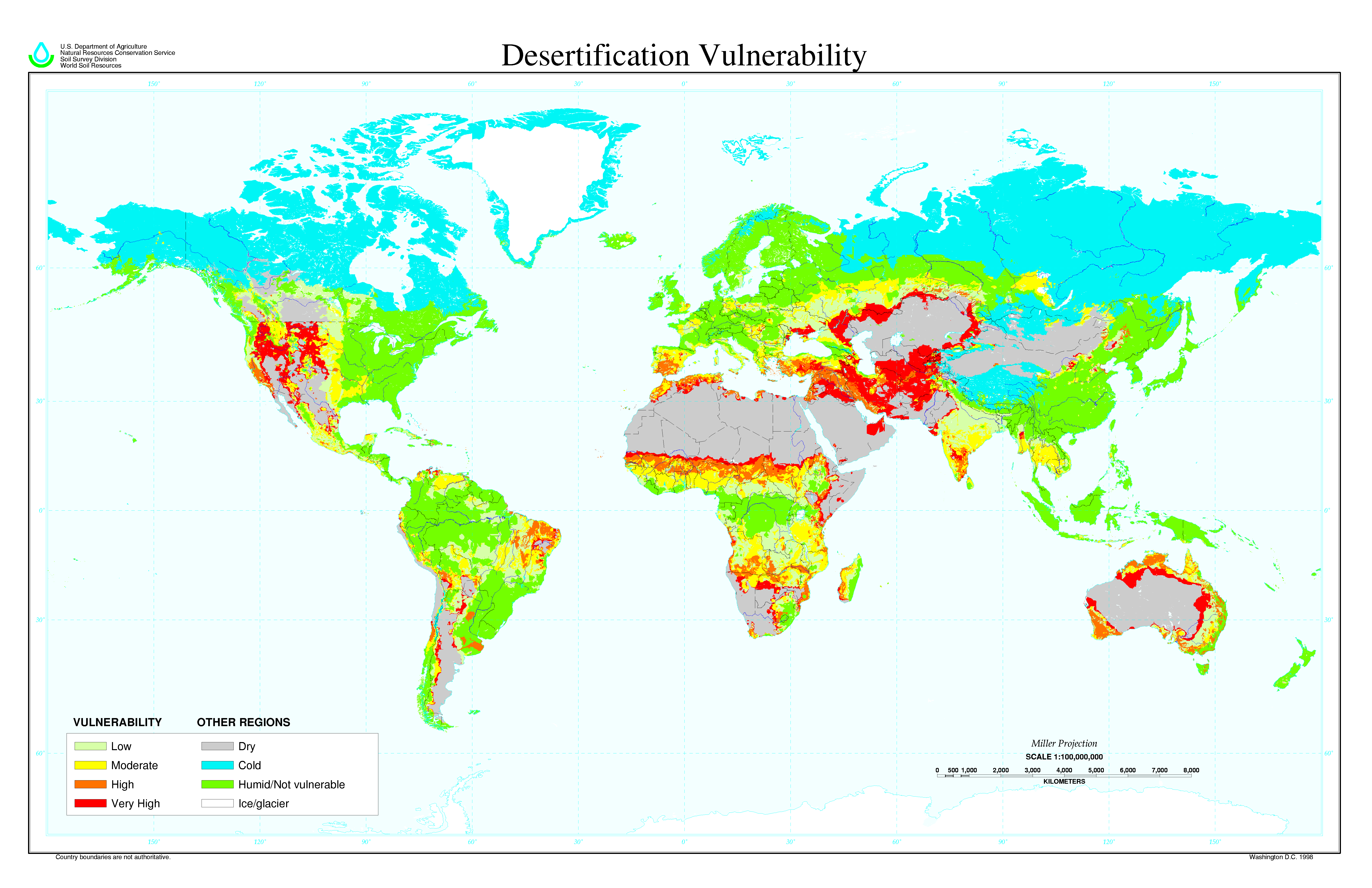
Mapa da desertificação no mundo. As zonas vermelhas e amarelas são as mais vulneráveis.

Mudança Climática e Terra (título completo em inglês: Climate Change and Land — An IPCC Special Report on climate change, desertification, land degradation, sustainable land management, food security, and greenhouse gas fluxes in terrestrial ecosystems) [Mudança Climática e Terra — Um relatório especial do IPCC sobre mudança climática, desertificação, degradação do solo, segurança alimentar e fluxos de gases estufa nos ecossistemas terrestres] é, como diz o título, um documento do Painel Intergovernamental sobre Mudanças Climáticas (IPCC) produzido especialmente para analisar as relações entre o aquecimento global, os ecossistemas terrestres, os sistemas de produção humanos dependentes do solo e a sociedade. Foi publicado em agosto de 2019.

## Elaboração
O relatório integra um conjunto de documentos especiais que em 2016 o IPCC decidiu produzir para analisar aspectos particulares do aquecimento global, complementando os seus grandes relatórios gerais de avaliação, como parte dos preparativos para a publicação do Sexto Relatório de Avaliação, que deve ser divulgado em 2022. Foi o primeiro documento do IPCC que envolveu todas as suas equipes setoriais em sua elaboração, e o primeiro em que os autores procedem majoritariamente de países em desenvolvimento. 107 especialistas trabalharam na escrita e revisão, supervisionados por um Comitê Especial.

## Conteúdo
O relatório, em suma, enfatiza e aprofunda os fatos já conhecidos de que o solo é um recurso natural de importância crítica e que um uso sustentável é essencial para combater o aquecimento global. Seus usos atualmente praticados contribuem para um aumento significativo nas emissões de gases estufa, esse aumento agrava o problema do aquecimento global, e isso, num efeito de cascata, aumenta em múltiplos níveis os impactos negativos sobre os sistemas produtivos, a sociedade e os ecossistemas, ampliando as áreas de solo desertificadas e degradadas, os riscos para a produção de alimentos e social e as perdas de habitat para muitas espécies, pondo-as em ameaça de extinção.
Está dividido em quatro seções principais: A) População, solo e clima num mundo em aquecimento; B) Opções de adaptação e mitigação; C) Capacitando as respostas; e D) Ações em curto prazo, sendo acompanhado por um Sumário para os Legisladores e um Sumário Técnico, com um resumo das informações essenciais para uso de leigos. Suas principais conclusões:

### População, solo e clima num mundo em aquecimento
O solo é a base principal do sustento e bem-estar da humanidade. Do solo provêm alimentos, fibras, óleos, essências aromáticas e corantes, madeira, energia, água, serviços ambientais essenciais, está ligado a tradições culturais, além de sustentar grande parte da biodiversidade mundial. Segundo o Sumário Técnico,
"Nem os indivíduos, nem a sociedades, nem a economia do mundo, poderiam existir sem os múltiplos recursos, serviços e sistemas de sustento oferecidos pelos ecossistemas e a biodiversidade terrestres. O valor anual de todos os serviços ambientais terrestres foi estimado em 75 trilhões de dólares em 2011. A terra e sua biodiversidade também representam benefícios essenciais intangíveis para os seres humanos, como o enriquecimento cognitivo e espiritual, o senso de pertencer a um lugar, beleza estética e valores recreativos. A valoração dos serviços ambientais usando apenas métodos financeiros frequentemente minimiza ou desconsidera esses serviços intangíveis que modelam as sociedades, as culturas e a qualidade de vida, nem reconhecem o valor de existência da biodiversidade. A superfície de solo da Terra é finita. Usar seus recursos de maneira sustentável é fundamental para o bem estar do ser humano".

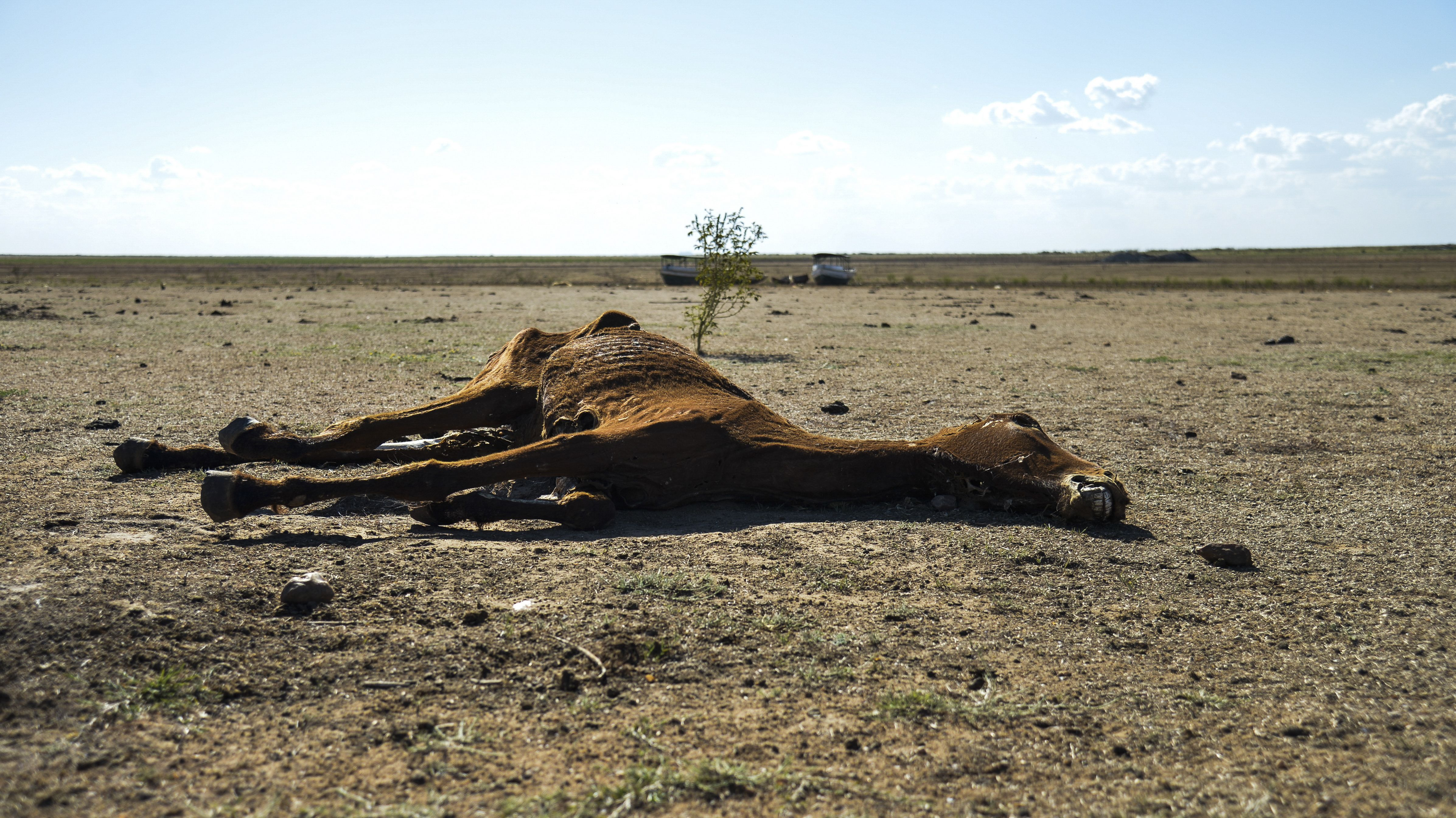
Seca em Sobradinho, Brasil.

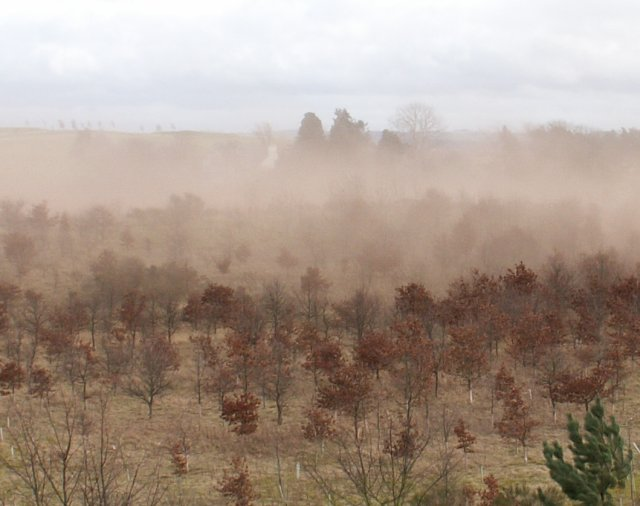
A erosão deixa o solo exposto e entre outros efeitos favorece a formação de tempestades de poeira.

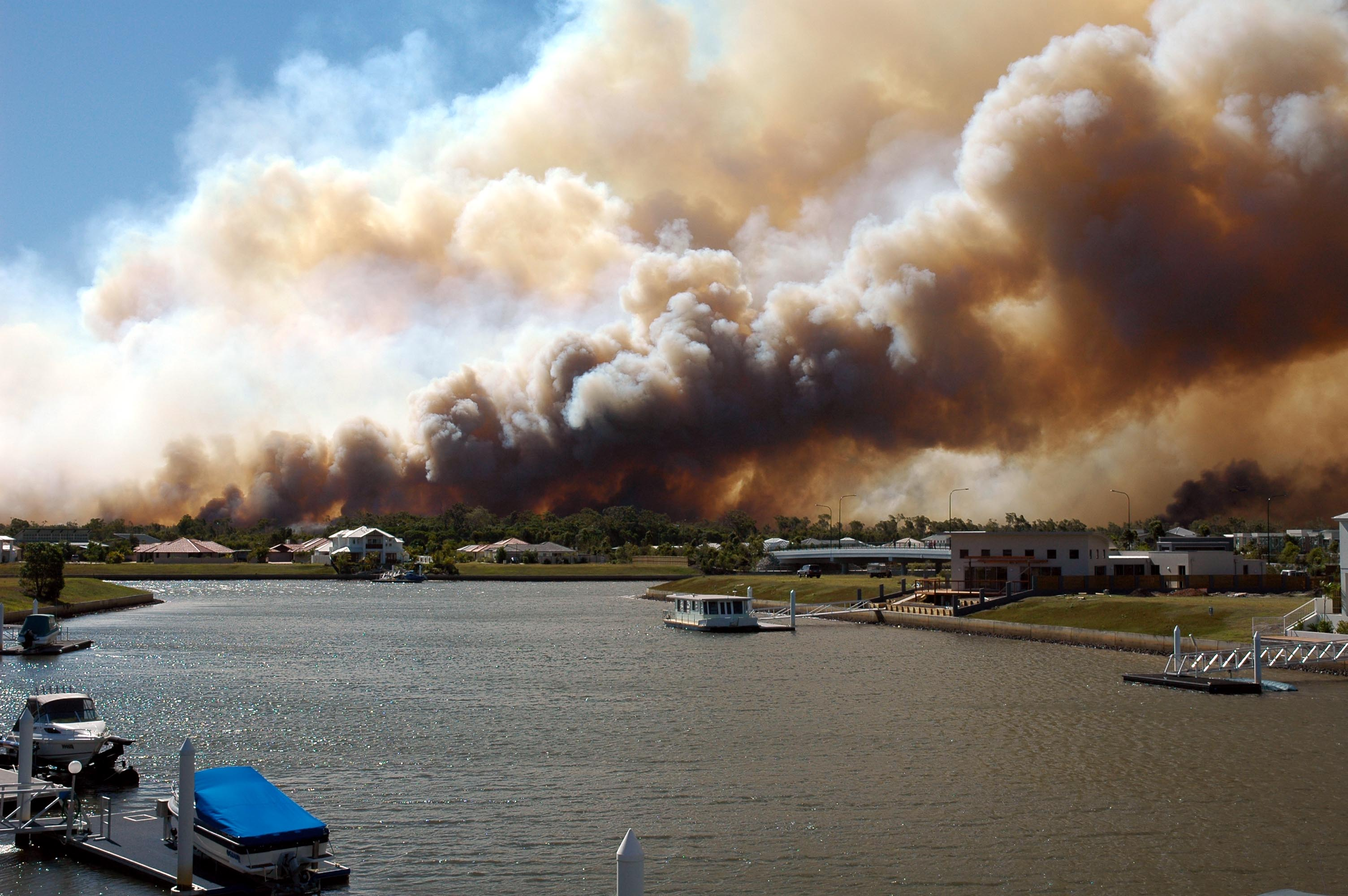
O aquecimento global combinado à degradação dos solos e florestas aumenta o risco de incêndios. Na imagem um incêndio florestal na Austrália, ameaçando um distrito de Caloundra.

O rápido crescimento populacional recente tem causado um aumento sem precedentes na extensão da área de solo utilizado e no uso dos recursos naturais baseados na terra, comprometendo a sustentabilidade da civilização e da biodiversidade. Cerca de 3/4 de toda a superfície terrestre de solo livre de gelo já foi modificada pela ação humana. Desde 1961 o consumo de alimentos aumentou cerca de 35%; o consumo de óleos vegetais e de carne mais que dobrou, e o uso de fertilizantes químicos aumentou nove vezes. De 60 a 85% de todas as florestas sofrem impacto humano em algum grau, e até 90% de todos os ecossistemas terrestres já foram impactados de alguma forma pelo homem.
Práticas contemporâneas de uso do solo e seus recursos têm aumentado significativamente a emissão de gases estufa. Entre elas se destacam o desmatamento descontrolado e sistemas agropecuários agressivos que levam à desertificação, erosão e degradação dos solos, assoreamento de rios e redução dos mananciais de água. Desde o período pré-industrial, a taxa de aquecimento das regiões terrestres têm sido quase o dobro da taxa média global (que inclui o aquecimento sobre os oceanos). Esse aquecimento tem causado mudanças nos padrões de chuvas, aumentado a frequência e intensidade das ondas de calor, das tempestades de pó e areia, dos incêndios florestais e das secas, tem exercido um impacto negativo substancial sobre os sistemas agropastoris de produção de alimentos, que dependem da estabilidade do clima, tem aumentado as áreas desertificadas e degradadas, e tem causado uma alteração nos ecossistemas, habitats e ciclos naturais de uma vasta região do planeta, especialmente nas zonas frias, induzindo migrações de espécies e mudanças nas zonas climáticas.
As emissões de gases derivadas do uso da terra pelo homem ampliam o aquecimento global, o que, por um efeito de feedback, amplia os impactos sobre a terra, seus sistemas naturais e produtivos e sobre a sociedade, produzindo um círculo vicioso de efeitos negativos.
A agricultura, exploração de florestas, silvicultura e outros usos da terra afetam o clima e têm contribuído com cerca de 23% das emissões humanas totais de gases estufa entre 2007 e 2016, incluindo 13% do gás carbônico, 44% do metano e 81% do óxido nitroso. As emissões continuam subindo e as previsões mais recentes não visualizam uma redução de emissões no curto prazo devido à persistência em práticas e costumes daninhos para o ambiente.
Os impactos negativos do uso dos solos e seus recursos para a sociedade não se limitam ao risco de queda acentuada na produção de alimentos. Afetam também infraestruturas de serviços essenciais, como o atendimento de saúde e o abastecimento de energia, aumentam a incidência de doenças, produzem pobreza e desigualdade social, podem exacerbar os conflitos violentos entre nações e grupos sociais, destruir ou desagregar culturas e comunidades tradicionais, aumentar as migrações forçadas de refugiados climáticos, e geram grandes prejuízos econômicos. Os riscos aumentam diante do crescimento descontrolado da população. O aquecimento combinado à rápida urbanização das populações devem aumentar as ilhas de calor nas cidades e suas redondezas, especialmente durante as ondas de calor.

### Opções de adaptação e mitigação
As medidas de adaptação e mitigação do aquecimento relacionadas ao uso do solo podem contribuir para combater a desertificação e a degradação e aumentar a segurança alimentar e a sustentabilidade, mas elas variam em sua eficiência de acordo com a região e com a capacidade de resposta das populações. Algumas medidas produzem efeitos imediatos, mas outras podem levar décadas até que seus efeitos sejam perceptíveis. Programas de conservação de áreas úmidas, pastagens, manguezais e florestas geralmente são rápidos em gerar benefícios, mas o reflorestamento, agrossilvicultura e recuperação de solos tipicamente respondem com mais lentidão.
A maioria dos programas de adaptação e mitigação que incluem um manejo apropriado e científico das florestas e dos rebanhos, uso de fertilizantes orgânicos, variedades de sementes tradicionais, sistemas de proteção do solo e redução das queimadas, contribuem positivamente para o desenvolvimento sustentável, reduzem a necessidade de agrotóxicos e fertilizantes, e têm o potencial de diminuir conflitos sociais e o desmatamento. O controle do desperdício de alimentos e das perdas nas cadeias produtivas, desenvolvimento de bioenergias, bem como mudanças nos hábitos alimentícios, incluindo uma redução no consumo de carne e diversificação na dieta para incluir mais sementes, vegetais, frutas, nozes e grãos, também geram benefícios para a sociedade e ambiente, e evitam a extinção ou declínio de espécies selvagens. Medidas que impeçam os danos geralmente são menos custosas e difíceis de implementar do que a recuperação dos danos já ocorridos.
Para se conseguir a desejada limitação do aquecimento em torno de 1,5 ºC será imperativo promover uma grande reformulação nos atuais sistemas de uso do solo, e deverá contemplar a recuperação de áreas desmatadas e degradadas. Já existem muitas tecnologias novas e o conhecimento técnico-científico necessário para isso já está disponível.

### Capacitando as respostas
Para que as medidas de adaptação e mitigação sejam eficientes é necessário que sejam redesenhadas as políticas, as instituições e os sistemas de governança em um modelo integrado. Os sistemas de mercado e consumo também devem ser modificados de modo a levar em conta a sustentabilidade.

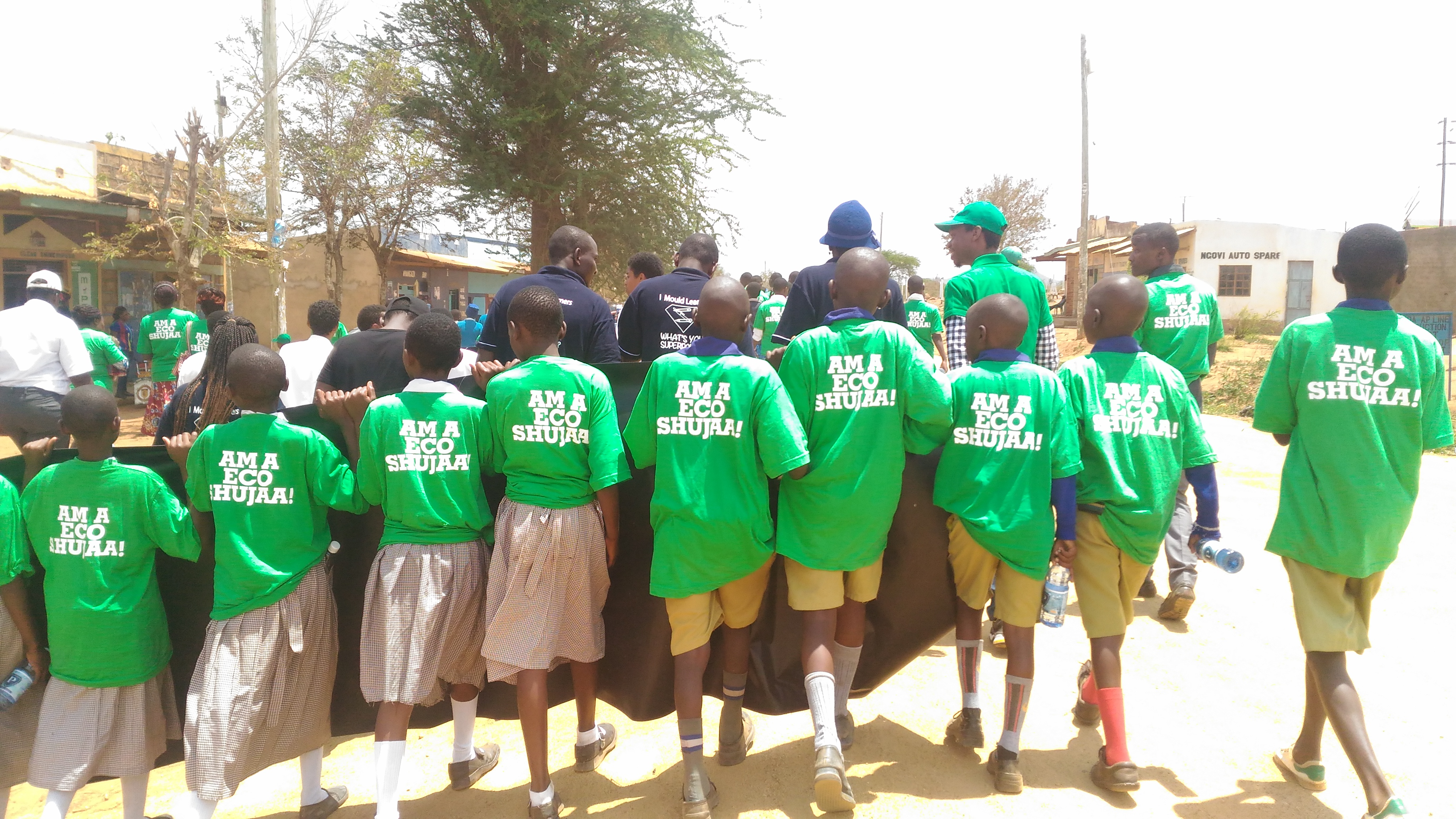
Caminhada de estudantes para alertar sobre a desertificação no Quênia.

São benéficos a adoção de regulações, subsídios e incentivos ficais; diversificação da produção agrícola; uso de conhecimentos indígenas e tradicionais; fixação da população no campo; facilidade de acesso à propriedade rural; educação ambiental; transparência administrativa e política; contenção de deslizamentos de terra; proteção das áreas úmidas e costeiras; descentralização das decisões; manejo conjunto dos recursos; redução das vulnerabilidades e do consumo de energia e recursos naturais; erradicação da pobreza e da fome; controle dos mercados; fortalecimento das instituições; redução de barreiras culturais e legais; facilitação das trocas de bens e informações e outras.
Devido à complexidade do problema e seus efeitos em múltiplos níveis, não é recomendável adotar apenas uma linha de ação, mas deve-se preferir um sistema flexível e adaptável em que sejam combinadas várias abordagens simultaneamente, e onde as mudanças de método sejam possíveis rapidamente para se adequar a eventuais imprevistos. As lideranças locais, as mulheres, os povos indígenas, as comunidades tradicionais, os pobres e excluídos, devem ser engajados nas tomadas de decisão e na implementação dos projetos.

### Ações de curto prazo
Ações de curto prazo, baseadas no conhecimento já existente, para combater a desertificação e degradação do solo e aumentar a segurança alimentar, devem ser adotadas ao mesmo tempo em que se planejam ações de longo prazo. Essas ações incluem a capacitação individual e institucional, aceleração na transferência de conhecimento e tecnologia, estabelecimento de mecanismos financeiros de suporte, implementação de sistemas de monitoramento, melhoria nos programas de redução de risco e manejo de desastres socioambientais, detecção de falhas sistêmicas e ampliação e fortalecimento dos programas já existentes.
Ações de curto prazo podem produzir significativos benefícios sociais, culturais, ecológicos e econômicos, que por sua vez podem contribuir para a erradicação da pobreza, reduzir os impactos negativos globais do aquecimento e fortalecer a capacidade de resposta das populações frente aos desafios. A demora na adoção de medidas mitigadoras e adaptativas deve gerar dificuldades adicionais e limitar o alcance das ações benéficas no futuro. A negação do problema climático pode gerar consequências irreversíveis.

## Recepção

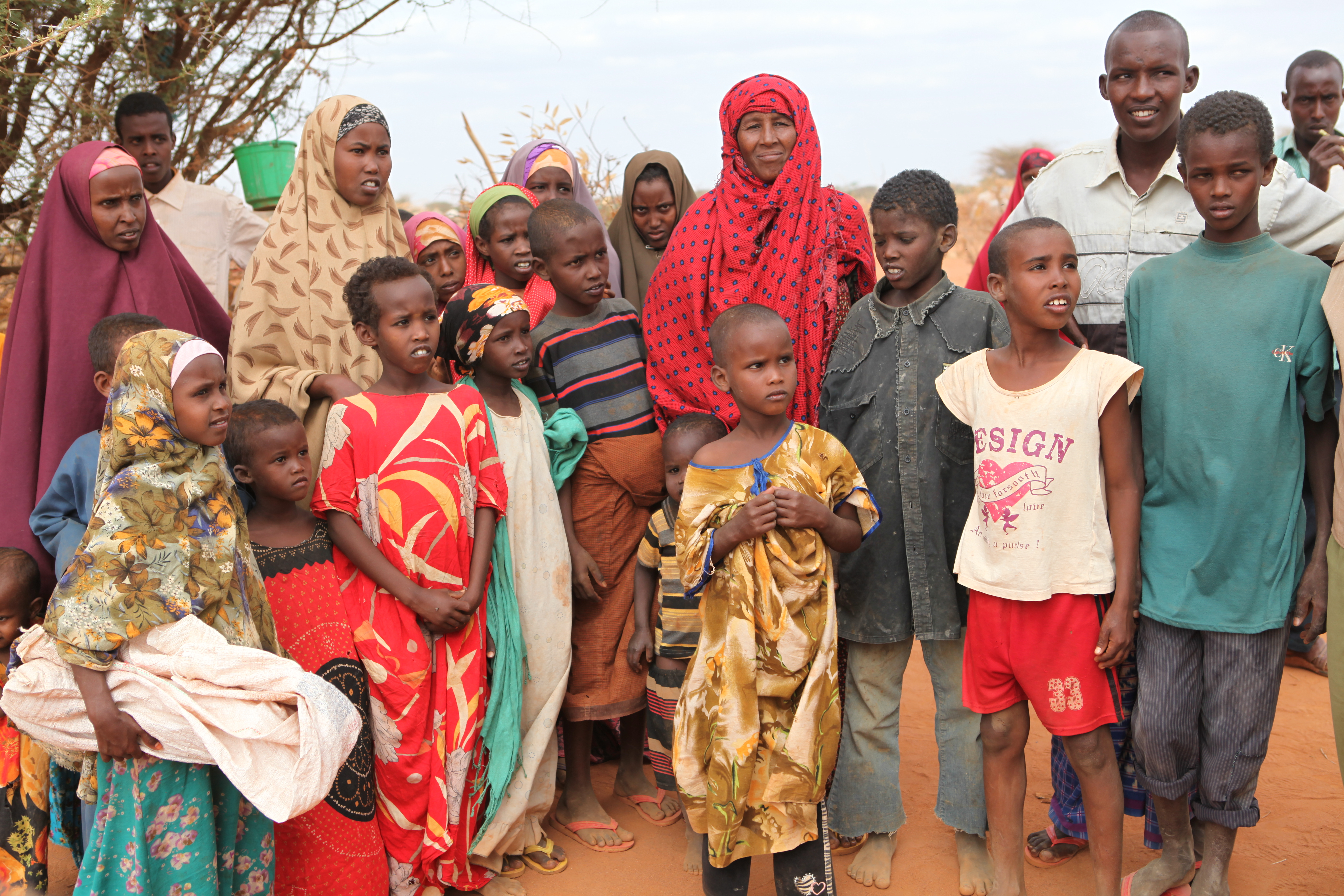
Refugiados climáticos em um campo de abrigo em Dadaab, Quênia.

O relatório foi recebido como um poderoso alerta sobre os perigos do aquecimento global e como uma chamada à ação.  O quadro que ele pinta não é otimista, mas encarece que as soluções estão disponíveis para se evitar as piores previsões. Segundo Alisher Mirzabaev, um dos autores, "minha esperança é que este relatório tenha algum impacto sobre o modo como vemos a terra no contexto da mudança do clima, e tenha um impacto nas políticas, promovendo um manejo sustentável do solo e dos sistemas de produção de alimentos". Para a cientista Regina Rodrigues, que participou do processo de revisão do texto, "a principal mensagem do relatório é esta: não existe uma bala de prata, que resolva todos os problemas. Se a gente conseguir essa sinergia de políticas públicas, ficamos no risco moderado. Se continuarmos na atual situação, vamos ter um risco muito alto, é inevitável a desertificação, degradação e insegurança alimentar".